# Liste des cours d'eau du bassin de la Chaudière
Cette liste répertorie les principaux cours d'eau du bassin versant de la rivière Chaudière classés de la rive droite vers la rive gauche  à partir de son embouchure sur l'estuaire du Saint-Laurent.
| Nom                             | Confluent                       | Rive   | Coordonnées confluent        | Longueur (km) | Source                  | Coordonnées source           | Région                      |
| ------------------------------- | ------------------------------- | ------ | ---------------------------- | ------------- | ----------------------- | ---------------------------- | --------------------------- |
| Chaudière, rivière              | estuaire du Saint-Laurent       | Droite | 46° 44′ 34″ N, 71° 16′ 43″ O | 185           | Lac Mégantic            | 45° 34′ 23″ N, 70° 52′ 53″ O | Chaudière-Appalaches        |
| Chassé, rivière                 | Rivière Chaudière               | Droite | 46° 26′ 54″ N, 71° 02′ 28″ O | 20.5          | Ruisseaux               | 46° 31′ 13″ N, 70° 53′ 48″ O | Chaudière-Appalaches        |
| Domaine, rivière du             | Rivière Chassé                  | Gauche | 46° 28′ 08″ N, 71° 00′ 48″ O | 13.5          | Ruisseaux               | 46° 27′ 03″ N, 70° 55′ 25″ O | Chaudière-Appalaches        |
| Belair, rivière                 | Rivière Chaudière               | Droite | 46° 23′ 23″ N, 70° 57′ 13″ O | 12.4          | Ruisseaux               | 46° 23′ 23″ N, 70° 57′ 13″ O | Chaudière-Appalaches        |
| Binet, rivière chez             | Rivière Belair                  | Droite | 46° 25′ 23″ N, 70° 55′ 16″ O | 5.3           | Ruisseaux               | 46° 27′ 58″ N, 70° 53′ 58″ O | Chaudière-Appalaches        |
| Morency, rivière                | Rivière Chaudière               | Droite | 46° 22′ 20″ N, 70° 55′ 32″ O | 11            | Ruisseaux               | 46° 25′ 05″ N, 70° 49′ 02″ O | Chaudière-Appalaches        |
| Pouliot, rivière                | Rivière Chaudière               | Droite | 46° 19′ 52″ N, 70° 54′ 47″ O | 15.9          | Ruisseaux               | 46° 22′ 54″ N, 70° 49′ 23″ O | Chaudière-Appalaches        |
| Calway, rivière                 | Rivière Chaudière               | Droite | 46° 16′ 11″ N, 70° 49′ 36″ O | 19.8          | Ruisseaux               | 46° 24′ 32″ N, 70° 47′ 03″ O | Chaudière-Appalaches        |
| Plante, rivière des             | Rivière Chaudière               | Droite | 46° 15′ 33″ N, 70° 49′ 27″ O | 24.5          | Ruisseaux               | 46° 21′ 51″ N, 70° 41′ 41″ O | Chaudière-Appalaches        |
| Fraser, ruisseau                | Rivière des Plante              | Gauche | 46° 15′ 51″ N, 70° 47′ 40″ O | 11.2          | Ruisseaux               | 46° 16′ 44″ N, 70° 42′ 04″ O | Chaudière-Appalaches        |
| Noire, rivière                  | Ruisseau Fraser                 | Droite | 46° 14′ 57″ N, 70° 46′ 27″ O | 11.2          | Ruisseaux               | 46° 18′ 06″ N, 70° 41′ 10″ O | Chaudière-Appalaches        |
| Gilbert, rivière                | Rivière Chaudière               | Droite | 46° 10′ 51″ N, 70° 42′ 51″ O | 14.3          | Ruisseaux               | 46° 16′ 42″ N, 70° 38′ 21″ O | Chaudière-Appalaches        |
| Famine, rivière                 | Rivière Chaudière               | Droite | 46° 07′ 44″ N, 70° 41′ 31″ O | 50.5          | Ruisseaux               | 46° 25′ 10″ N, 70° 21′ 31″ O | Chaudière-Appalaches        |
| Cumberland, rivière             | Rivière Famine                  | Droite | 46° 11′ 20″ N, 70° 36′ 46″ O | 15.5          | lac                     | 46° 17′ 49″ N, 70° 37′ 36″ O | Chaudière-Appalaches        |
| Flamand, rivière                | Rivière Famine                  | Droite | 46° 16′ 15″ N, 70° 30′ 43″ O | 11.6          | Ruisseaux               | 46° 20′ 06″ N, 70° 35′ 04″ O | Chaudière-Appalaches        |
| Raquette, rivière à la          | Rivière Famine                  | Droite | 46° 19′ 03″ N, 70° 29′ 15″ O | 7             | Lac à la Raquette       | 46° 21′ 48″ N, 70° 30′ 47″ O | Chaudière-Appalaches        |
| Veilleux, rivière               | Rivière Famine                  | Gauche | 46° 15′ 21″ N, 70° 30′ 57″ O | 23.6          | Ruisseaux               | 46° 17′ 28″ N, 70° 16′ 56″ O | Chaudière-Appalaches        |
| Abénaquis, rivière des          | Rivière Famine                  | Gauche | 46° 12′ 58″ N, 70° 34′ 38″ O | 27.7          | Lac des Abénaquis       | 46° 10′ 31″ N, 70° 21′ 50″ O | Chaudière-Appalaches        |
| Rivière des Abénaquis Sud-Ouest | Rivière des Abénaquis           | Gauche | 46° 11′ 26″ N, 70° 29′ 32″ O | 11.9          | Ruisseaux               | 46° 08′ 41″ N, 70° 26′ 20″ O | Chaudière-Appalaches        |
| Rivière des Abénaquis Sud-Est   | Rivière des Abénaquis Sud-Ouest | Gauche | 46° 11′ 26″ N, 70° 29′ 32″ O | 6.5           | Ruisseaux               | 46° 09′ 57″ N, 70° 23′ 36″ O | Chaudière-Appalaches        |
| Ardoise, ruisseau d’            | Rivière Chaudière               | Droite | 46° 07′ 04″ N, 70° 40′ 13″ O | 10.5          | Ruisseaux               | 46° 09′ 22″ N, 70° 35′ 07″ O | Chaudière-Appalaches        |
| Loup, rivière du                | Rivière Chaudière               | Droite | 46° 05′ 22″ N, 70° 39′ 04″ O | 76.5          | Lac Émilie              | 45° 43′ 29″ N, 70° 25′ 52″ O | Estrie Chaudière-Appalaches |
| Vachon, rivière                 | Rivière du Loup                 | Droite | 46° 03′ 01″ N, 70° 31′ 03″ O | 11.8          | Lac Lepage              | 46° 06′ 48″ N, 70° 25′ 51″ O | Chaudière-Appalaches        |
| Metgermette, rivière            | Rivière du Loup                 | Droite | 46° 01′ 02″ N, 70° 29′ 46″ O | 6.1           | Rivière Metgermette Sud | 46° 01′ 16″ N, 70° 26′ 10″ O | Chaudière-Appalaches        |
| Metgermette Nord, rivière       | Rivière Metgermette             | Droite | 46° 01′ 16″ N, 70° 26′ 10″ O | 15.3          | Lacs à Drouin           | 46° 05′ 18″ N, 70° 18′ 16″ O | Chaudière-Appalaches        |
| Metgermette Sud, rivière        | Rivière Metgermette             | Gauche | 46° 01′ 16″ N, 70° 26′ 10″ O | 14.3          | Lac Metgermette         | 46° 03′ 01″ N, 70° 17′ 29″ O | Chaudière-Appalaches        |
| Metgermette Centrale, rivière   | Rivière Metgermette Sud         | Droite | 46° 01′ 49″ N, 70° 23′ 20″ O | 12.4          | Lac Central             | 46° 03′ 16″ N, 70° 18′ 45″ O | Chaudière-Appalaches        |
| Wilson, rivière                 | Rivière du Loup                 | Droite | 45° 57′ 30″ N, 70° 27′ 11″ O | 16.7          | Lac Wilson              | 45° 59′ 22″ N, 70° 17′ 55″ O | Chaudière-Appalaches        |
| Portage, rivière du             | Rivière du Loup                 | Droite | 45° 57′ 30″ N, 70° 27′ 11″ O | 13.7          | Lac du Portage          | 45° 56′ 33″ N, 70° 18′ 23″ O | Chaudière-Appalaches        |
| Portage Nord, rivière du        | Rivière du Portage              | Droite | 45° 56′ 26″ N, 70° 23′ 23″ O | 5.1           | Ruisseaux               | 45° 57′ 49″ N, 70° 20′ 19″ O | Chaudière-Appalaches        |
| Caouette, ruisseau              | Rivière du Loup                 | Droite | 45° 46′ 24″ N, 70° 31′ 18″ O | 5.6           | Ruisseaux               | 45° 49′ 02″ N, 70° 26′ 28″ O | Chaudière-Appalaches Estrie |
| Taschereau, rivière             | Rivière du Loup                 | Droite | 45° 53′ 28″ N, 70° 27′ 15″ O | 8             | Ruisseaux               | 45° 53′ 11″ N, 70° 23′ 38″ O | Chaudière-Appalaches        |
| Monument, rivière du            | Rivière du Loup                 | Droite | 45° 51′ 42″ N, 70° 28′ 22″ O | 10.3          | Lac du Monument         | 45° 48′ 05″ N, 70° 24′ 48″ O | Chaudière-Appalaches        |
| Petite rivière du Monument      | Rivière du Monument             | Gauche | 45° 51′ 19″ N, 70° 27′ 05″ O | 5.5           | Ruisseaux               | 45° 48′ 50″ N, 70° 27′ 08″ O | Chaudière-Appalaches        |
| Noire, rivière                  | Rivière du Loup                 | Droite | 45° 44′ 26″ N, 70° 30′ 48″ O |               | Ruisseaux               | 45° 46′ 57″ N, 70° 26′ 19″ O | Estrie Chaudière-Appalaches |
| Truite, rivière à la            | Rivière Chaudière               | Droite | 45° 54′ 02″ N, 70° 38′ 03″ O | 12            | Ruisseaux               | 45° 57′ 29″ N, 70° 33′ 22″ O | Chaudière-Appalaches        |
| Moulin, rivière du              | Rivière Chaudière               | Droite | 45° 52′ 40″ N, 70° 37′ 30″ O | 6.3           | Ruisseaux               | 45° 52′ 51″ N, 70° 36′ 00″ O | Chaudière-Appalaches        |
| Samson, rivière                 | Rivière Chaudière               | Droite | 45° 47′ 59″ N, 70° 38′ 05″ O | 30.3          | Ruisseaux               | 45° 35′ 48″ N, 70° 39′ 31″ O | Chaudière-Appalaches        |
| Barrage, rivière du             | Rivière Samson                  | Droite | 45° 40′ 58″ N, 70° 40′ 45″ O | 8.2           | Ruisseaux               | 45° 37′ 52″ N, 70° 36′ 06″ O | Estrie                      |
| Renards, rivière                | Rivière du Barrage              | Gauche | 45° 40′ 49″ N, 70° 40′ 32″ O | 7.8           | Ruisseaux               | 45° 36′ 45″ N, 70° 37′ 42″ O | Estrie                      |
| Nebnellis, rivière              | Rivière Chaudière               | Droite | 45° 38′ 12″ N, 70° 49′ 22″ O | 18.1          | Ruisseaux               | 45° 32′ 54″ N, 70° 41′ 33″ O | Estrie                      |
| Kokombis, rivière               | Rivière Nebnellis               | Droite | 45° 36′ 47″ N, 70° 48′ 35″ O | 10            | Ruisseaux               | 45° 34′ 55″ N, 70° 40′ 10″ O | Estrie                      |
| Glen, rivière                   | Rivière Chaudière               | Gauche | 45° 37′ 17″ N, 70° 51′ 23″ O | 14.4          | Ruisseaux               | 45° 39′ 18″ N, 70° 58′ 14″ O | Estrie                      |
| Madisson, rivière               | Rivière Chaudière               | Gauche | 45° 38′ 44″ N, 70° 48′ 43″ O | 10.3          | Lac du Rat Musqué       | 45° 42′ 39″ N, 70° 53′ 59″ O | Estrie                      |
| Drolet, rivière                 | Rivière Chaudière               | Gauche | 45° 41′ 31″ N, 70° 47′ 12″ O | 9.8           | Lac Drolet              | 45° 43′ 43″ N, 70° 51′ 31″ O | Estrie                      |
| Ludgine, rivière                | Rivière Chaudière               | Gauche | 45° 42′ 33″ N, 70° 45′ 07″ O | 15.9          | Ruisseaux               | 45° 48′ 03″ N, 70° 52′ 31″ O | Estrie                      |
| Petit Portage, rivière du       | Rivière Chaudière               | Gauche | 45° 50′ 49″ N, 70° 38′ 47″ O | 6.8           | Lac Douglas             | 45° 50′ 00″ N, 70° 45′ 16″ O | Chaudière-Appalaches        |
| Grande Coudée, rivière de la    | Rivière Chaudière               | Gauche | 45° 56′ 44″ N, 70° 39′ 19″ O | 32.4          | Ruisseaux               | 45° 47′ 00″ N, 70° 46′ 21″ O | Chaudière-Appalaches        |
| Toinon, rivière                 | Rivière de la Grande Coudée     | Gauche | 45° 54′ 53″ N, 70° 43′ 39″ O | 10            | Lac Adolphe-Drouin      | 45° 57′ 19″ N, 70° 48′ 53″ O | Chaudière-Appalaches        |
| Shenley, rivière                | Rivière Chaudière               | Gauche | 45° 56′ 44″ N, 70° 39′ 19″ O | 12.3          | Ruisseaux               | 45° 59′ 08″ N, 70° 47′ 40″ O | Chaudière-Appalaches        |
| Pozer, rivière                  | Rivière Chaudière               | Gauche | 46° 07′ 39″ N, 70° 41′ 47″ O | 26.9          | Ruisseaux               | 46° 00′ 34″ N, 70° 51′ 41″ O | Chaudière-Appalaches        |
| Moulin, rivière du              | Rivière Chaudière               | Gauche | 46° 28′ 15″ N, 71° 03′ 29″ O | 8.4           | Ruisseaux               | 46° 08′ 32″ N, 70° 48′ 42″ O | Chaudière-Appalaches        |
| Noire, rivière                  | Rivière du Moulin               | Gauche | 46° 09′ 07″ N, 70° 48′ 34″ O | 4.1           | Ruisseaux               | 46° 08′ 23″ N, 70° 51′ 17″ O | Chaudière-Appalaches        |
| Meules, ruisseau                | Rivière du Moulin               | Gauche | 46° 11′ 44″ N, 70° 46′ 53″ O | 7.6           | Ruisseaux               | 46° 09′ 52″ N, 70° 51′ 14″ O | Chaudière-Appalaches        |
| Saint-Victor, bras              | Rivière Chaudière               | Gauche | 46° 15′ 32″ N, 70° 49′ 32″ O | 40.3          | Ruisseaux               | 46° 15′ 32″ N, 70° 49′ 32″ O | Chaudière-Appalaches        |
| Hamel, rivière des              | Bras Saint-Victor               | Gauche | 46° 04′ 30″ N, 70° 54′ 47″ O | 20.2          | Ruisseaux               | 45° 59′ 17″ N, 71° 01′ 39″ O | Chaudière-Appalaches        |
| Prévost-Gilbert, rivière        | Bras Saint-Victor               | Gauche | 46° 08′ 25″ N, 70° 56′ 00″ O | 28.3          | Ruisseaux               | 46° 08′ 25″ N, 70° 56′ 00″ O | Chaudière-Appalaches        |
| Noire, rivière                  | Rivière Prévost-Gilbert         | Droite | 46° 08′ 34″ N, 71° 03′ 46″ O | 5.8           | Ruisseaux               | 46° 06′ 17″ N, 71° 06′ 22″ O | Chaudière-Appalaches        |
| Cinq, rivière du                | Bras Saint-Victor               | Gauche | 46° 08′ 50″ N, 70° 55′ 39″ O | 23.1          | Lac du Cinq             | 46° 16′ 41″ N, 71° 06′ 06″ O | Chaudière-Appalaches        |
| Fermes, rivière des             | Rivière Chaudière               | Gauche | 46° 18′ 46″ N, 70° 53′ 28″ O | 18.8          | Ruisseaux               | 46° 15′ 17″ N, 71° 00′ 42″ O | Chaudière-Appalaches        |
| Cliche rivière                  | Rivière Chaudière               | Gauche | 46° 20′ 21″ N, 70° 55′ 30″ O | 8.4           | Ruisseaux               | 46° 18′ 55″ N, 71° 00′ 35″ O | Chaudière-Appalaches        |
| Lessard, rivière                | Rivière Chaudière               | Gauche | 46° 23′ 07″ N, 70° 57′ 05″ O | 14.4          | Ruisseaux               | 46° 18′ 16″ N, 71° 03′ 26″ O | Chaudière-Appalaches        |
| Nadeau, rivière                 | Rivière Chaudière               | Gauche | 46° 23′ 08″ N, 70° 57′ 06″ O | 15            | Ruisseaux               | 46° 19′ 36″ N, 71° 04′ 44″ O | Chaudière-Appalaches        |
| Savoie, rivière                 | Rivière Chaudière               | Gauche | 46° 24′ 52″ N, 71° 00′ 07″ O | 7.2           | Ruisseaux               | 46° 23′ 37″ N, 71° 04′ 48″ O | Chaudière-Appalaches        |
| Vallée, rivière                 | Rivière Chaudière               | Gauche | 46° 28′ 02″ N, 71° 03′ 37″ O | 9.8           | Ruisseaux               | 46° 24′ 16″ N, 71° 05′ 47″ O | Chaudière-Appalaches        |
| Îles Brulées, rivière des       | Rivière Chaudière               | Gauche | 46° 32′ 06″ N, 71° 09′ 08″ O | 13            | Ruisseaux               | 46° 26′ 55″ N, 71° 09′ 15″ O | Chaudière-Appalaches        |
| Beaurivage, Rivière             | Rivière Chaudière               | Gauche | 46° 41′ 33″ N, 71° 16′ 13″ O | 6.5           | Ruisseaux               | 46° 18′ 51″ N, 71° 06′ 28″ O | Chaudière-Appalaches        |
| Cugnet, rivière                 | Rivière Beaurivage              | Droite | 46° 35′ 34″ N, 71° 21′ 26″ O | 15.4          | Ruisseaux               | 46° 32′ 44″ N, 71° 12′ 43″ E | Chaudière-Appalaches        |
| Henri, bras d'                  | Rivière Beaurivage              | Droite | 46° 33′ 05″ N, 71° 21′ 30″ O | 32.5          | Ruisseaux               | 46° 33′ 05″ N, 71° 21′ 30″ O | Chaudière-Appalaches        |
| Filkars, rivière                | Rivière Beaurivage              | Gauche | 46° 25′ 12″ N, 71° 17′ 47″ O | 30.2          | Ruisseaux               | 46° 19′ 42″ N, 71° 09′ 26″ O | Chaudière-Appalaches        |
| Fourchette, rivière             | Rivière Filkars                 | Droite | 46° 24′ 17″ N, 71° 17′ 50″ O | 19.9          | Ruisseaux               | 46° 22′ 38″ N, 71° 12′ 34″ O | Chaudière-Appalaches        |
| Saint-André, rivière            | Rivière Filkars                 | Droite | 46° 23′ 52″ N, 71° 19′ 22″ O | 12.5          | Ruisseaux               | 46° 21′ 56″ N, 71° 13′ 10″ O | Chaudière-Appalaches        |
| Armagh, rivière                 | Rivière Filkars                 | Gauche | 46° 23′ 21″ N, 71° 20′ 36″ O | 7.7           | Ruisseaux               | 46° 20′ 20″ N, 71° 23′ 01″ O | Chaudière-Appalaches        |
| Pins, rivière aux               | Rivière Beaurivage              | Gauche | 46° 34′ 33″ N, 71° 21′ 59″ O | 19.4          | Ruisseaux               | 46° 30′ 38″ N, 71° 29′ 22″ O | Chaudière-Appalaches        |
| Noire, rivière                  | Rivière Beaurivage              | Gauche | 46° 35′ 54″ N, 71° 21′ 52″ O | 22.4          | Ruisseaux               | 46° 29′ 42″ N, 71° 34′ 49″ O | Chaudière-Appalaches        |
| Rouge, rivière                  | Rivière Beaurivage              | Gauche | 46° 36′ 57″ N, 71° 21′ 45″ O | 10.3          | Ruisseaux               | 46° 34′ 32″ N, 71° 27′ 54″ O | Chaudière-Appalaches        |